# حزام ميوزلي سيئ التغذية
حزام ميوزلي سيئ التغذية (بالإنجليزية: Muesli belt malnutrition)‏؛ مصطلح ابتكره فينسنت ماركس (بالإنجليزية: Vincent Marks)‏ مؤلف كتاب أُمة الذعر (بالإنجليزية: Panic Nation)‏ ليصف الظاهرة المفترضة حول الآباء الذين يطعمون أطفالهم ما يُعتقد بأنه حمية صحية للغاية بينما هو في حقيقة الأمر يحرم أطفالهم من الدهون الاساسية. ويُقصد بالحزام الميوزلي هو منطقة افتراضية لجمع من الناس ينتظمون على ذات النظام الغذائي السيء - في بعض البلدان، حيث الضواحي الفارهة، يصبح المصطلح اسمًا على مُسمّى - حيث تشيع بعض الأنظمة والحميات الغذائية التي في ظاهرها مفيدة، بينما هي مضرة. والميوزلي هو طبق يتكون عادة من خليط من الحبوب والفواكه المجففة والمكسرات يُأكل عادة مع اللبن في الإفطار.
وجدت دراسة أجريت في جامعة برستل تفحص الوجبات الغذائية للأطفال البريطانيين أن هذه المخاوف كانت مبالغ فيها. ووجدت الدراسة أنه في حين أن الأطفال في المجموعة التي حصلت على أقل دسم كان لديهم امتصاص أقل للزنك وفيتامين أ، فان الأطفال في المجموعة الأعلى من الحصول على الدهون حصلوا على حديد وفيتامين ج أقل. وعموما فإن الأطفال لم يتم حرمانهم من أي المغذيات الاساسيه بغض النظر عن نوع وجباتهم الغذائية.